# Матьє Амальрік
Матьє Амальрі́к (англ. Mathieu Amalric; нар. 25 жовтня 1965, Нейї-сюр-Сен, Франція) — французький актор, кінорежисер та сценарист. Двічі лауреат премії «Сезар» за найкращу чоловічу роль (2004 і 2007). Відомий за ролями у фільмах: «Квант милосердя», «Ворог держави №1: Легенда», «Мюнхен», «Скафандр і метелик», «Венера в хутрі». Призер Каннського кінофестивалю за постановку стрічки «Турне» .

## Біографія
Матьє Амальрік народився 25 жовтня 1965 року у французькому передмісті Парижа Нейї-сюр-Сен. Його батько Жак Амальрік працював редактором в газеті Libération, a мати Ніколь Занд літературним критиком в газеті Le Monde. Матьє не чистокровний француз, хоч і народився у Франції, його мати — єврейка, що втекла з батьками з Польщі напередодні Другої світової війни.
У дитинстві він провів кілька років (з 1970-го по 1973-й) у Вашингтоні, куди його батько був направлений як іноземний журналіст, а з 1973-го по 1977-й — у Москві.
У юному віці цікавився літературою і східними мовами. У своєму першому фільмі «Фаворити Місяця», взяв участь випадково, на цьому наполіг друг сім'ї Отар Іоселіані. Після першої ролі, він починає мріяти лише про кіно і намагається поступити в кіношколу IDHEC. При вступі зазнає невдачі, пред'явивши комісії свою короткометражку, зняту на 8 мм. плівку, але намірів зайнятися режисурою не полишає. Випадково вдається влаштуватися на роботу кухарем, у відому кінокомпанію продюсера Пало Бранко — Gemini Films. Незабаром він вже асистент у кількох режисерів та знімається в епізодичних ролях.

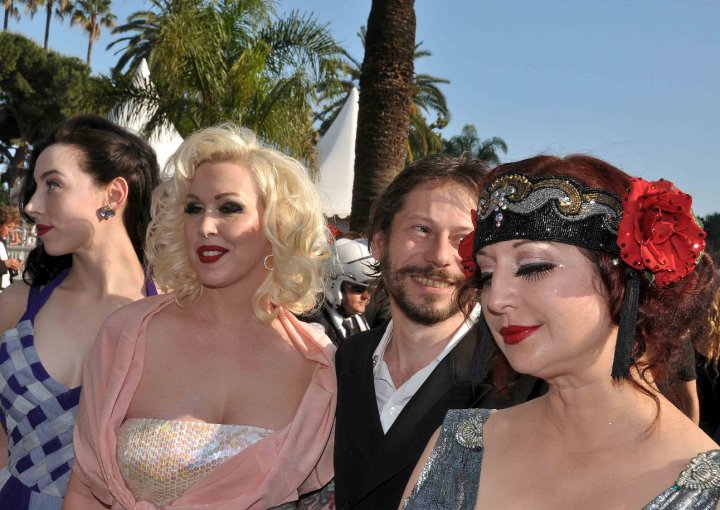
Матьє Амальрік з акторками фільму «Турне» у 2010 року на Каннському кінофестивалі

На початку 1990-х знімає короткометражні стрічки, але популярним так і не стає. Познайомившись з відомим режисером Арно Деплешеном, у 1995 році отримує свою першу велику роль у фільмі «Вартовий». Через два роки Амальріка нагороджено премією «Сезар», за роль у фільмі «Як я обговорював... (моє сексуальне життя)», в категорії «Найкращий чоловічий дебют», а після удачі на Каннському фестивалі стає відомим, французьким актором, але в основному для вузьких кіл. Незважаючи на акторську популярність, він не покидає режисуру і в цьому ж році знімає свій перший, повнометражний фільм «Їж свій суп». В подальшій його кар'єрі низка маловідомих фільмів, а у 2001 році він як режисер знімає дружину, відому акторку Жанну Балібар у фільмі «Уїмблдон», сценарій до якого був написаний разом з Паскалем Ферраном. Французькі критики досить високо оцінили обидві його роботи.
Міжнародна кар'єра матьє Амальріка почалася у 2005 році з невеликої ролі у фільмі Стівена Спілберга «Мюнхен», уперше йому запропонували можливість зніматися в іноземному фільмі. У 2008 році він отримав другу премію «Сезар» за фільм «Скафандр і метелик», у тій же номінації. У цьому фільмі він грає письменника, повністю паралізованого після інсульту. Але найбільшу зарубіжну роль головного лиходія Домініка Гріна він зіграв у фільмі про Джеймс Бонда «Квант милосердя». Через зйомки у цьому фільмі Амальрік не зміг приїхати на вручення йому премії «Сезар».
У 2010 році Матьє як режисер представляє свій новий фільм «Турне», за який згодом був нагороджений в Каннах як найкращий режисер.
У 2012 ріку взяв участь у фільмі «Джиммі Пікар», за цю роль був номінований на премію Каннського відеофестивалю. У 2013 році знявся у Романа Полянського у фільмі «Венера в хутрі», де в останню мить замінив виконавця головної ролі Луї Гарреля.

### Приватне життя
Перебував у шлюбі з Жанною Балібар (розлученні з початку 2000-х років). Має двох дітей — синів П'єра та Антуана.

## Вибіркова фільмографія

### Актор
| Рік  |    | Українська назва                           | Оригінальна назва                              | Роль                        |
| ---- | -- | ------------------------------------------ | ---------------------------------------------- | --------------------------- |
| 1984 | ф  | Фаворити Місяця                            | Les favoris de la lune                         | Жюльєн                      |
| 1992 | ф  | Вартовий                                   | La sentinelle                                  |                             |
| 1992 | ф  | Полювання на метеликів                     | La chasse aux papillons                        |                             |
| 1994 | ф  | Лист для Л.                                | Lettre pour L.                                 |                             |
| 1996 | ф  | Щоденник спокусника                        | Le journal du seducteur                        | Себастьєн                   |
| 1996 | ф  | Як я обговорював... (моє сексуальне життя) | Comment je me suis disput?...(ma vie sexuelle) | Paul Dedalus                |
| 1997 | ф  | Генеалогія злочину                         | Genealogies d'un crime                         | Paul Dedalus                |
| 1998 | ф  | У нас мало друзів                          | On a tres peu d'amis                           | Іван                        |
| 1998 | ф  | Тільки Бог мене бачить                     | Dieu seul me voit                              | Atchoum                     |
| 1998 | ф  | Аліса та Мартен                            | Alice et Martin                                | Бенжамін Саваньяк           |
| 1998 | ф  | Кінець серпня, початок вересня             | Fin aoet, debut septembre                      | Габріель                    |
| 1999 | ф  | Істина у вині                              | Adieu, plancher des vaches                     | п'яниця в барі              |
| 2004 | ф  | Королі та королева                         | Rois et reine                                  | Ісмаель Вюйяр               |
| 2005 | ф  | Вуса                                       | La Moustache                                   | Serge Schaeffe              |
| 2005 | ф  | Мюнхен                                     | Munich                                         | Луї                         |
| 2006 | ф  | Марія-Антуанетта                           | Marie-Antoinette                               | Людина в кулі               |
| 2006 | ф  | Коли я був співаком                        | Quand j'etais chanteur                         | Брюно                       |
| 2006 | ф  | Велика квартира                            | Le Grand Appartement                           | Мартен                      |
| 2007 | ф  | Мішу з Д'Обера                             | Michou d'Auber                                 | Жак                         |
| 2007 | ф  | Кадрове питання                            | La Question humaine                            | Сімон                       |
| 2007 | ф  | Скафандр і метелик                         | Le Scaphandre et le papillon                   | Жан-До                      |
| 2007 | ф  | Сон попередньої ночі                       | Actrices                                       | Дені                        |
| 2007 | ф  | Історія Рішара О.                          | L’Histoire de Richard O.                       | Рішар О.                    |
| 2008 | ф  | Сімейна таємниця                           | Un secret                                      | François Grimbert à 37 ans  |
| 2008 | ф  | Різдвяна казка                             | Un conte de Noël                               | Henri their middle child    |
| 2008 | ф  | На війні                                   | De la guerre                                   | Бертран                     |
| 2008 | ф  | Квант милосердя                            | Quantum of Solace                              | Моріс Грін                  |
| 2008 | ф  | Ворог держави № 1                          | L'instinct de mort                             | Франсуа Бессе               |
| 2008 | ф  | Ворог держави №1: Легенда                  | L'ennemi public n°1                            | Франсуа Бессе               |
| 2009 | ф  | Обличчя                                    | Visages                                        | людина в заростях кущів     |
| 2009 | ф  | Лавка Версальського парку                  | Bancs publics (Versailles rive droite)         | батько з коляскою           |
| 2009 | ф  | Останній романтик планети Земля            | Les derniers jours du monde                    | Робінсон                    |
| 2009 | ф  | Бур'яни                                    | Les Herbes folles                              | Bernard de Bordeaux         |
| 2010 | ф  | Неймовірні пригоди Адель Блан-Сек          | Les aventures extraordinaires Adele Blanc-Sec  | Дьєлеве                     |
| 2010 | ф  | Турне                                      | Tournée                                        | Йоахім Занд                 |
| 2011 | ф  | Курча з чорносливом                        | Poulet aux prunes                              | Нассер Алі-Кхан             |
| 2012 | ф  | Ви ще нічого не бачили                     | Vous n'avez encore rien vu                     | Матьє Амальрік / месьє Анрі |
| 2012 | ф  | Камілла роздвоюється                       | Camille redouble                               | Le prof de français sadique |
| 2012 | ф  | Космополіс                                 | Cosmopolis                                     | Андре Петреску              |
| 2012 | ф  | Вигрібні ями                               | Les gouffres                                   | Жорж                        |
| 2012 | ф  | Лінії Велінгтона                           | Linhas de Wellington                           | Barão Marbot                |
| 2013 | ф  | Джиммі Пікар                               | Jimmy P.                                       | Жорж Девере                 |
| 2013 | ф  | Венера в хутрі                             | La Vénus à la fourrure                         | Томас                       |
| 2013 | ф  | Любов — це ідеальний злочин                | L'amour est un crime parfait                   |                             |
| 2014 | ф  | Готель «Гранд Будапешт»                    | The Grand Budapest Hotel                       | Серж                        |
| 2014 | ф  | Зупинись, бо я продовжу                    |                                                |                             |
| 2016 | ф  | Три спогади моєї юності                    | Trois souvenirs de ma jeunesse                 | дорослий Поль               |
| 2017 | ф  | Барбара                                    | Barbara                                        | Ів Занд                     |
| 2017 | ф  | Привиди Ісмаєля                            | Les fantômes d'Ismaël                          | Ісмаєль Віллар              |
| 2018 | ф  | Ван Гог. На порозі вічності                | At Eternity's Gate                             | лікар Поль Гаше             |
| 2018 | ф  | Щасливі невдахи                            | Le Grand Bain                                  | Бертран                     |
| 2019 | ф  | Звук металу                                | Sound of Metal                                 | Річард Бергер               |
| 2021 | ф  | Французький вісник                         | The French Dispatch                            | міліціонер                  |
| 2021 | ф  | Кисень                                     | Oxygen                                         | M.I.L.O.                    |
| 2023 | мф | Марс-Експрес                               | Mars express                                   | Кріс Ройджекер              |
| 2025 | ф  | Фінікійська схема                          | The Phoenician Scheme                          | Марсель Боб                 |

### Режисер
- 1990 — «Sans rires» / Sans rires (короткометражка)
- 1993 — «Les yeux au plafond» / Les yeux au plafond (короткометражка, сценарист)
- 1997 — «Їж свій суп[fr]» / Mange ta soupe (сценарист)
- 2001 — «Стадіон Уїмблдон» / Le stade de Wimbledon (сценарист)
- 2003 — «Держава» / La chose publique (телевізійний, сценарист)
- 2004 — «14,58 euro» / 14,58 euro (короткометражка)
- 2007 — «Laissez-les grandir ici!» / Laissez-les grandir ici! (короткометражка)
- 2007 — «Deux cages sans oiseaux» / Deux cages sans oiseaux (короткометражка)
- 2010 — «Турне» / Tournée (сценарист)
- 2010 — «Комічна ілюзія» / L'illusion comique (телевізійний)
- 2012 — «Hopper Stories» / Hopper Stories (короткометражка, сценарист)
- 2014 — «Синя кімната» / La Chambre bleue
- 2017 — «Барбара» / Barbara

## Нагороди і номінації
| Рік                                          | Категорія                      | Номінант                                   | Результат |
| -------------------------------------------- | ------------------------------ | ------------------------------------------ | --------- |
| Премія «Сезар»                               |                                |                                            |           |
| 1997                                         | Найперспективніший актор       | Як я обговорював... (моє сексуальне життя) | Перемога  |
| 2005                                         | Найкраща чоловіча роль         | Королі і королева                          | Перемога  |
| 2008                                         | Найкраща чоловіча роль         | Скафандр і метелик                         | Перемога  |
| 2011                                         | Найкращий фільм                | Турне                                      | Номінація |
| 2011                                         | Найкраща режисерська робота    | Турне                                      | Номінація |
| 2011                                         | Найкращий сценарій             | Турне                                      | Номінація |
| 2015                                         | Найкращий адаптований сценарій | Синя кімната                               | Номінація |
| 2018                                         | Найкращий фільм                | Барбара                                    | Номінація |
| 2018                                         | Найкраща режисерська робота    | Барбара                                    | Номінація |
| 2018                                         | Найкращий сценарій             | Барбара                                    | Номінація |
| Премія «Люм'єр»                              |                                |                                            |           |
| 2005                                         | Найкращий актор                | Королі і королева                          | Перемога  |
| 2008                                         | Найкращий актор                | Скафандр і метелик                         | Перемога  |
| 2018                                         | Найкращий фільм                | Барбара                                    | Номінація |
| 2018                                         | Найкращий режисер              | Барбара                                    | Номінація |
| Каннський кінофестиваль                      |                                |                                            |           |
| 2010                                         | Золота пальмова гілка          | Турне                                      | Номінація |
| 2010                                         | Найкращий режисер              | Турне                                      | Перемога  |
| 2010                                         | Приз ФІПРЕССІ                  | Турне                                      | Перемога  |
| 2014                                         | Приз Un Certain Regard         | Синя кімната                               | Номінація |
| Золота зірка французького кіно (Étoile d'Or) |                                |                                            |           |
| 2005                                         | Найкращий актор                | Королі і королева                          | Перемога  |
| 2008                                         | Найкращий актор                | Скафандр і метелик                         | Перемога  |